# Miedo y asco en Las Vegas

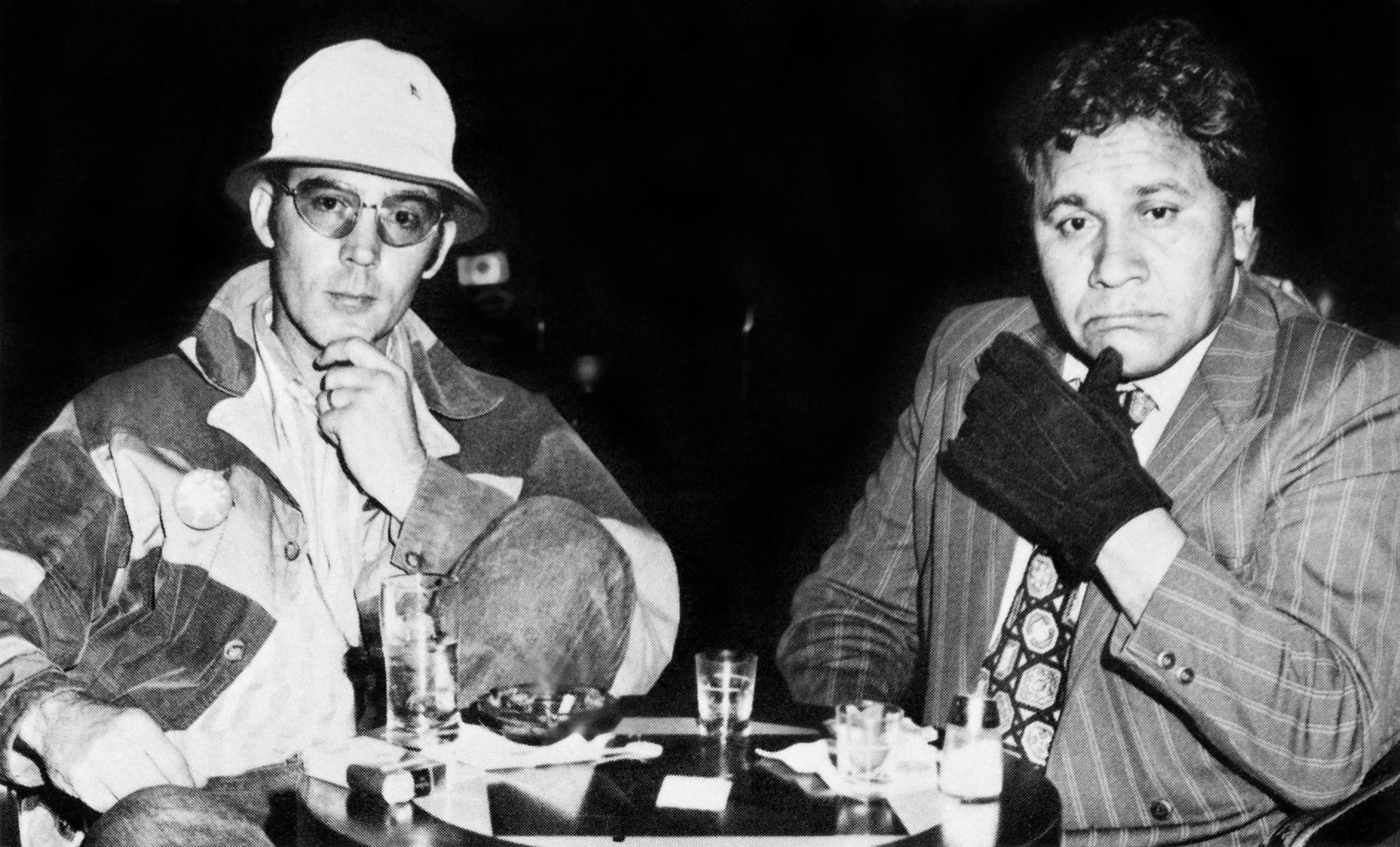
Hunter S. Thompson and Oscar Zeta Acosta in the Baccarat Lounge of Caesars Palace in Las Vegas, Nevada.

Miedo y asco en Las Vegas (en inglés, Fear and Loathing in Las Vegas) es una novela escrita por Hunter S. Thompson e ilustrada por Ralph Steadman. La historia sigue el viaje de Thompson, bajo el seudónimo de Raoul Duke, y su abogado, Oscar Zeta Acosta (con el alias Dr. Gonzo), por una surrealista Las Vegas, con la misión de escribir reportajes y, al parecer más importante, perseguir lo que Thompson llama el sueño americano; acompañado de estrafalarios personajes y una maleta repleta de drogas. Se ha convertido en una obra de culto, en especial entre los seguidores del nuevo periodismo y el periodismo gonzo. La novela apareció por primera vez en dos volúmenes en la revista Rolling Stone, en 1971. Fue publicada en español en la colección Star Books de Producciones Editoriales en 1979. Una adaptación cinematográfica (con Johnny Depp y Benicio del Toro, y dirigida por Terry Gilliam) fue realizada en 1998.

## Trama
El periodista Raoul Duke y su abogado Dr. Gonzo recorren Las Vegas, en principio para informar sobre una carrera de motocross para una revista de deportes, pero pronto esto desencadena en una explosiva travesía, mientras ambos personajes consumen inhumanas cantidades de drogas, cometen varios fraudes y, en general, provocan el caos a donde quiera que vayan, destruyendo y escandalizando todo y a todos.
Ambientada en Las Vegas (símbolo del consumismo y el turismo) durante la guerra de Vietnam y los últimos estertores del movimiento contracultural de la década del 1960, muestra a Duke y a Gonzo como forajidos en una posición única, analizando los Estados Unidos de ese entonces y la búsqueda del sueño americano a través de lo peor de una nación.

## Antecedentes
El libro es una muy fantaseada y exagerada narración del verdadero viaje de Thompson y Oscar Zeta Acosta a Las Vegas. Thompson fue enviado a hacer un fotorreportaje del campeonato de motocross Mint 400 para la revista Sports Illustrated en 1971. Al mismo tiempo, fue contratado por Rolling Stone para cubrir una convención policial sobre narcóticos en Las Vegas.
Antes de ser avisado sobre la carrera, Thompson estaba en Los Ángeles, informando sobre el asesinato de Rubén Salazar y las protestas raciales que ocurrieron tras su muerte. Acosta era una reconocida figura de la comunidad chicana y por lo tanto una obvia fuente para su artículo. Como resultaba bastante peligroso mantener una conversación en la convulsionada Los Ángeles, Thompson y Acosta decidieron trasladarse a Las Vegas para poder continuar tranquilos con la historia. 
Thompson escribió la mayoría de la novela en una habitación de hotel en la ciudad de Arcadia, California, en su tiempo libre mientras trabajaba en el artículo sobre Salazar para Rolling Stone (luego publicado como Strange Rumblings in Aztlan).
Lo que iba a ser un simple fotorreportaje explotó hasta convertirse en un artículo del tamaño de una novela para Rolling Stone, en noviembre de 1971. El texto fue publicado bajo el nombre Miedo y asco en Las Vegas. La novela fue llamada "el mejor libro de la década de la droga (dope decade)" por el New York Times, y una "abrasadora sensación épica" por el periodista y escritor Tom Wolfe.
En el libro La cacería del gran tiburón (The Great Shark Hunt), Thompson se refiere a Miedo y asco en Las Vegas como "un fallido experimento de periodismo gonzo", el periodismo psicótico y de guerrilla que Thompson lideró y pregonó durante toda su carrera, en la idea de William Faulkner de que "la buena ficción es más realista que cualquier tipo de periodismo, y los mejores periodistas lo saben". Su intención era mezclar narración libre, ficción, pensamientos personales y periodismo más tradicional.
La mayor parte del libro está basado en hechos reales, pero alterados y exagerados hasta tal punto que pueden traspasar la línea de la ficción. Por ejemplo, en la novela, Duke asiste tanto a la carrera de motocicletas como a la convención de narcóticos, en un periodo que aparenta ser de no más de unos días. En la vida real, ambos eventos en realidad ocurren en Las Vegas en 1971, pero con más de un mes de diferencia. Una interpretación es que los eventos fueron "arreglados" dentro de la novela para mantener el ritmo acelerado que lleva. Otra interpretación (más ligada al estilo gonzo) sería que, como la novela está narrada desde el punto de vista de un drogado y desconcertado Raoul Duke, aunque hubiese pasado más de un mes, él solo lo sentiría como unos cuantos días, y por lo tanto los describiría como tales. Esta interpretación se aplica también a otros aspectos de la novela, como la paranoia que sufre en ocasiones, sus visiones extrañas y desfiguradas de la realidad y las regresiones y flash-back que de vez en cuando, en momentos de "resaca", describe.

## Temas
Miedo y asco en Las Vegas fue un intento de colocar el activismo radical y la cultura de las drogas de finales de la década de los '60 en el contexto y vitrina de la cultura popular de Estados Unidos en aquella época. Explora el planteamiento de que 1971 fue un momento crucial en el movimiento hippie, cuando la contracultura perdió tanto el ímpetu, como la inocencia y el optimismo de sus primeros tiempos, transformándose en apático cinismo.
A través de la historia, los personajes se desvían del camino para degradar, abusar, ridiculizar y destruir los elementos del consumismo, superficialidad y excesos de los Estados Unidos de la época. Gran parte de Las Vegas de la novela simboliza esta decadencia de la cultura popular y la mentalidad de la gente, a quienes los personajes principales respetan poco o nada. En los comentarios del DVD de la adaptación cinematográfica de la novela, de 1998, el director Terry Gilliam muestra a estos actos como representaciones del anarquismo.
Algunos han remarcado que los temas de la novela asemejan a aquellos de El gran Gatsby, de F. Scott Fitzgerald, que también trata sobre la condición de Estados Unidos y la vida de los ricos y superficiales. Otros han sugerido que el cadillac blanco que ambos conducen (bautizado como la "ballena blanca" por Duke) es una alusión a la ballena blanca de Moby Dick, de Herman Melville, símbolo representativo del bien, el mal y la metáfora de aquellas cosas en la vida que están fuera del control de las personas.

### El discurso de "la ola"
El monólogo de "la ola" es un importante pasaje que aparece durante la novela. Thompson lo considera como "lo mejor que he escrito". El monólogo de la ola describe en retrospectiva el verano del amor y muestra a 1971 como un eje importante en la subcultura hippie. Un párrafo importante dice: "No tiene sentido pelear ni de nuestro lado ni del de ellos. Teníamos todo el momentum; navegábamos en la cresta de una inmensa y bellísima ola. Y ahora, menos de cinco años después, puedes ir hasta la cumbre de alguna colina en Las Vegas y mirar al Oeste, y, con la mirada apropiada, casi podrás ver el lugar donde al final la ola rompió contra la tierra y comenzó a retroceder".

## Adaptaciones
- Where the Buffalo Roam, película de 1980, dirigida por Art Linson y protagonizada por Bill Murray y Peter Boyle
- Fear and Loathing in Las Vegas, película de 1998, dirigida por Terry Gilliam y protagonizada por Johnny Depp y Benicio del Toro.
- "Bat Country" (2006), canción de Avenged Sevenfold, cuyo video musical fue inspirado por la película.